# ۳۸۴ (قمری)
۳۸۴ (قمری)، سیصد و هشتاد و چهارمین سال در گاهشماری هجری قمری است. اول محرم این سال برابر با «۲۰ فوریه ۹۹۴» میلادی و «۲ اسفند ۳۷۲» هجری شمسی است.

## وابسته
- سید رضی